# Laietans de Gramenet
Els Laietans de Gramenet són una colla castellera de Santa Coloma de Gramenet (Barcelonès) fundada el 2013. Vesteixen amb camisa de color verd gram i els seus millors castells són el 5 de 6, 4 de 6 amb l'agulla, el 3 de 6 amb l'agulla, el 3 de 6 i el 4 de 6. El nom de «Laietans» és en referència als primers pobladors dels quals hi ha referència al municipi, el poble iber que habitava al Puig Castellar.